# سانتوس لوگارس
سانتوس لوگارس (به اسپانیایی: Santos Lugares) یک منطقهٔ مسکونی در آرژانتین است که در بخش ترس د فبررو واقع شده‌است. سانتوس لوگارس ۱۷٬۰۲۳ نفر جمعیت دارد.